# (467029) 2016 CJ189
(467029) 2016 CJ189 es un asteroide perteneciente al cinturón de asteroides descubierto por el Mount Lemmon Survey el 1 de abril de 2012 desde el Observatorio del Monte Lemmon.